# Canone di locazione lordo
Per canone di locazione lordo si intende un tipo di contratto di locazione commerciale in cui l'inquilino paga un canone fisso e il proprietario paga tutte le spese operative regolarmente sostenute dalla proprietà, comprese le tasse, il consumo di energia elettrica e di acqua corrente.
Nello specifico, in caso di locazione di appartamenti, in molti casi i contratti sottostanno al canone di locazione lordo.
Il termine "locazione lorda" si distingue dal termine "locazione netta".

## Tipologie di locazione lorda

### Lordo modificato (LM)
In un contratto di locazione lordo modificato, gli inquilini in genere pagano una quota proporzionale delle spese operative.

### Servizio completo lordo (SCL)
In un contratto di locazione lordo a servizio completo, le spese (spese operative) sono pagate dal proprietario, ma sono imputate al prezzo del contratto di locazione.